# Eisenbahn in Tasmanien

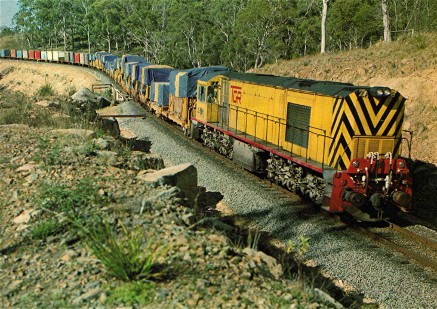
Lokomotive der Baureihe ZA mit einem Containerzug auf der Bell Bay Strecke

Die Eisenbahn in Tasmanien besteht aus einem Schmalspurnetz in Kapspur (1067 mm), das alle wichtigen Siedlungszentren Tasmaniens verbindet. Heute verkehren nur noch Güterzüge, in der Regel als Ganzzüge. Der Personenverkehr wurde 1978 eingestellt. In einigen Abschnitten fahren jedoch Museumszüge.

## Geschichte

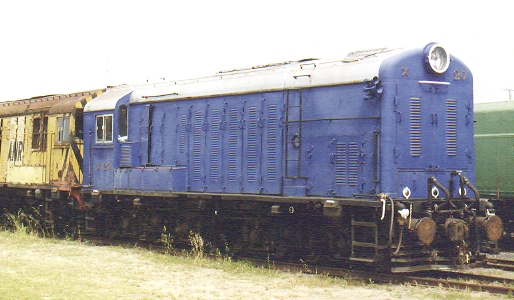
Lokomotive der Baureihe X: Erste dieselelektrische Lokomotive

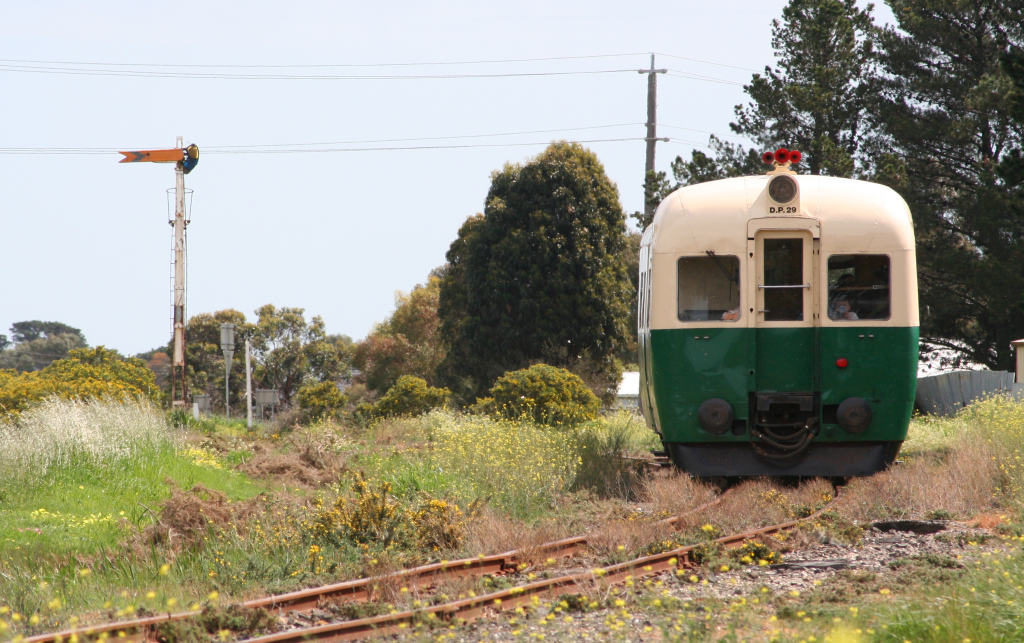
Schienenbus der Baureihe DP, erhalten auf der Bellarine Peninsula Railway

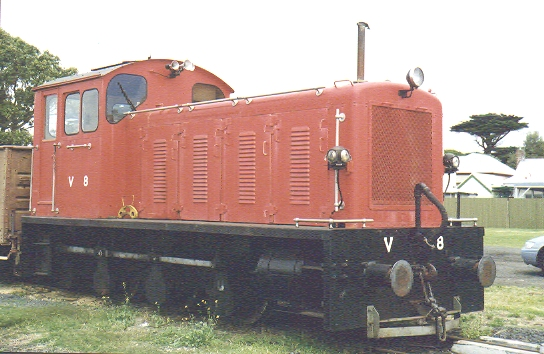
Rangierlokomotive der Baureihe V

### Die Hauptstrecken
Die erste in Tasmanien eröffnete Strecke führte von Deloraine nach Launceston. Sie war als Breitspurstrecke (1600 mm) erbaut und durch Garantien anliegender Grundbesitzer, die sich von einer Bahn Vorteile erwarteten, finanziert worden und wurde am 10. Februar 1871 eröffnet. Bereits 1872 ging das Unternehmen in Konkurs und wurde zum 31. Oktober 1873 von der Regierung Tasmaniens übernommen. Der Versuch der Regierung, die Garantien der anliegenden Grundbesitzer einzulösen, führte zu erheblichem Widerstand.
Am 1. März 1876 wurde die Hauptstrecke Hobart–Evandale (in der Nähe von Launceston) eröffnet. Sie wurde in Kapspur durch die tasmanische Regierung errichtet, von der Tasmanian Main Line Company betrieben und am 1. November des gleichen Jahres mit einer Verlängerung an die bestehende Strecke nach Deloraine in dem Bahnhof Western Junction angeschlossen. Zwischen Western Junction und Launceston bestand nun ein Dreischienengleis, das bis zum 17. März 1885 nach Deloraine verlängert wurde und den durchgehenden Verkehr in Kapspur auch nach dort erlaubte. Bis zum 18. August 1888 wurde das Breitspurgleis demontiert und die Umspurung der Strecke so abgeschlossen. Am 30. Mai 1885 erreichte das Netz Devonport. 1890 erwarb die tasmanische Regierung die Tasmanian Main Line Company und schuf die Tasmanian Government Railways. Am 15. April 1901 wurde das Netz nach Burnie verlängert und konnte dort an die Emu Bay Railway anschließen, die von Zeehan kommend durch die Betreiber der dortigen Bergwerke errichtet worden und am 21. Dezember 1900 in Betrieb genommen worden war. 1913 erfolgte eine Erweiterung des staatlichen Netzes nach Wynyard, die 1922 nach Wiltshire Junction verlängert wurde, wo sie an die Strecke von Stanley nach Smithton anschloss.
Die Hauptstrecken wurden bis 1975 von Tasmanian Government Railways betrieben. In diesem Jahr wurde der Betrieb durch die Australian National Railways Commission übernommen und in TasRail umbenannt. Die Australian National Railways Commission fasste die Commonwealth Railways, den Eisenbahnfernverkehr Südaustraliens und die tasmanische Staatseisenbahn zusammen. TasRail wurde im November 1997 an Australian Transport Network Limited verkauft, eine Kooperation der neuseeländischen Eisenbahngesellschaft Trans Rail und der US-amerikanischen Eisenbahngesellschaft Wisconsin Central. 1998 wurde die Emu Bay Railway entlang der Westküste der Insel vom Australian Transport Network gekauft und rechtlich mit dem übrigen Netz vereinigt. Als 2003 die Canadian National die Wisconsin Central und Toll Holdings die Trans Rail übernahm, wurden alle Überseeengagements verkauft. Der Eisenbahnbetrieb der TasRail ging an Pacific National über.

### Nebenstrecken
- Parattah–Oatlands, 1885 (geschlossen 1949)
- Conara Junction (an der Hauptstrecke Hobart–Launceston)–St Marys, 1886
- Derwent Valley Line: Bridgewater (heute ein Vorort von Hobart)–New Norfolk, 1887, erweitert 1888 nach Glenora und 1936 nach Kallista
- Launceston–Scottsdale, 1889, erweitert 1911 nach Branxholm und 1919 nach Herrick
- Deloraine (Lemana Junction)–Mole Creek, 1890 (geschlossen 1985)
- Don Junction–Paloona, 1916, erweitert nach Barrington 1923 (insgesamt geschlossen 1963). 1976 wurde der Abschnitt Don Junction–Don Township wiedereröffnet[1].
- Launceston–Bell Bay, 1974 (Industrieanschluss).[2] Für diesen Abschnitt bestanden Überlegungen, ihn in Normalspur auszubauen, um Trajektverkehr zwischen dem Festland und Launceston zu ermöglichen. Die Pläne wurden nicht weiter verfolgt.

### Inselbetriebe
Über das geschlossene Netz hinaus bestanden einzelne Inselbetriebe:
- Bellerive–Sorell, 1892 (geschlossen 1926)
- Zeehan–Strahan (damals: Regatta Point), 1892. Die Linie erhielt 1901, nach Eröffnung der Emu Bay Railway, Anschluss an das gesamttasmanische Netz und verlor ihren Status als Inselbetrieb.
- North Mount Lyell Railway

## Verfall des Systems
Der bekannteste Zug Tasmaniens war der Tasman Limited, der von 1954 bis 1978 verkehrte. Der Verfall wurde zum Teil deshalb verursacht, weil Investitionen in die Technik ausblieben und das System weiter so wie in den Hochzeiten des Eisenbahnverkehrs betrieben wurde. Es gab über hundert Bahnhöfe und ein breites Angebot. Die Bahn galt als die mit dem besten Service in Australien. Der damit einhergehende hohe Personalbestand war bei zurückgehendem Verkehr nicht mehr ökonomisch. Reformen setzten zu spät ein, so dass schließlich selbst das Kerngeschäft zusammengestrichen werden musste. Auch die Umstellung auf Dieseltriebwagen konnte auf die Dauer keine Abhilfe schaffen.
Noch 1970 wurden im Bahnhof von Hobart täglich etwa 70 Züge abgefertigt. Aber schon 1975 wurde der schienengebundene ÖPNV der Tasmanian Government Railways in Hobart und Umgebung aufgegeben, mit dem Übergang der Tasmanian Government Railways zur TasRail 1978 der Personenverkehr insgesamt eingestellt. Der Bahnhof von Hobart wurde abgerissen und in einen Parkplatz umgewandelt.

## Heute
Die Eisenbahninfrastruktur gehört dem tasmanischen Staat, wobei die Unterhaltungsarbeiten an Fremdfirmen vergeben werden. Im September 2009 wurden auch der Eisenbahnverkehr, der bis dahin von der Pacific National geführt wurde, wieder auf die staatseigene TasRail übertragen. Die Leistung des Systems ist heute gering: Die Blockabstände zwischen den Zügen betragen 10 bis 15 Kilometer. Der Bahngüterverkehr wird allerdings geschätzt, da er den Straßenverkehr in Tasmanien um jährlich viele tausend Lkw-Fahrten entlastet. Im Güterverkehr – der letzten verbliebene Verkehrsart neben einigen Museumsverkehren – ist Hauptfrachtgut Zement, der von Railton nach Devonport befördert wird. Weitere auf der Schiene beförderte Güter sind Kohle, Holz, Container und Papier.